# Daimler USA
Pour les articles homonymes, voir Daimler.
Daimler USA était une marque d'automobile américaine basée à New York, fondée en 1888 jusqu'en 1907. Filiale de la marque allemande Daimler Motoren Gesellschaft.

## Historique
L'industriel américain William Steinway était un descendant de la famille allemande Steinway, fondatrice de la célèbre marque de piano Steinway & Sons. 
En 1876, il traverse l'Atlantique pour rencontrer Gottlieb Daimler et Wilhelm Maybach et voir le moteur à essence qu'ils viennent d'inventer. Il achète la licence de fabrication des moteurs Daimler pour les États-Unis.
Le 29 septembre 1888 Steinway fonde « Daimler USA » à Long Island et fabrique des moteurs Daimler jusqu'en 1891 puis fabrique des voitures complètes.
Après la mort précoce de Steinway en 1896, ses héritiers qui ne sont pas convaincus du projet, vendent toutes leurs actions à la société General Electric en 1898. L'usine est alors rebaptisée « Daimler Manufacturing Company ».
En 1907 un important incendie provoque la fermeture définitive de l'usine.